# Bivacco Regondi Gavazzi
Il Bivacco Regondi Gavazzi (2.590 m s.l.m.) si trova in alta Valpelline nelle Alpi del Grand Combin (Alpi Pennine).

## Toponimo
Il bivacco è intitolato a Regondi Nino e Gavazzi Pietro.

## Storia
Nel 1952 è stata costruita la prima struttura intitolandola a Regondi Nino, giovane alpinista morto in incidente stradale. La struttura aveva la forma a botte tipica dei bivacchi e con la capienza di sei posti.
L'attuale struttura è del 1995 ed oltre la titolazione originaria ha aggiunto quella a Gavazzi Pietro che fu presidente della sezione Club Alpino Italiano di Desio. Ha una capienza di 15 posti.

## Accesso
L'accesso avviene da Glassier, località di Ollomont. Di qui sono due i percorsi che conducono al bivacco ed il tempo necessario è di circa tre ore.

## Ascensioni

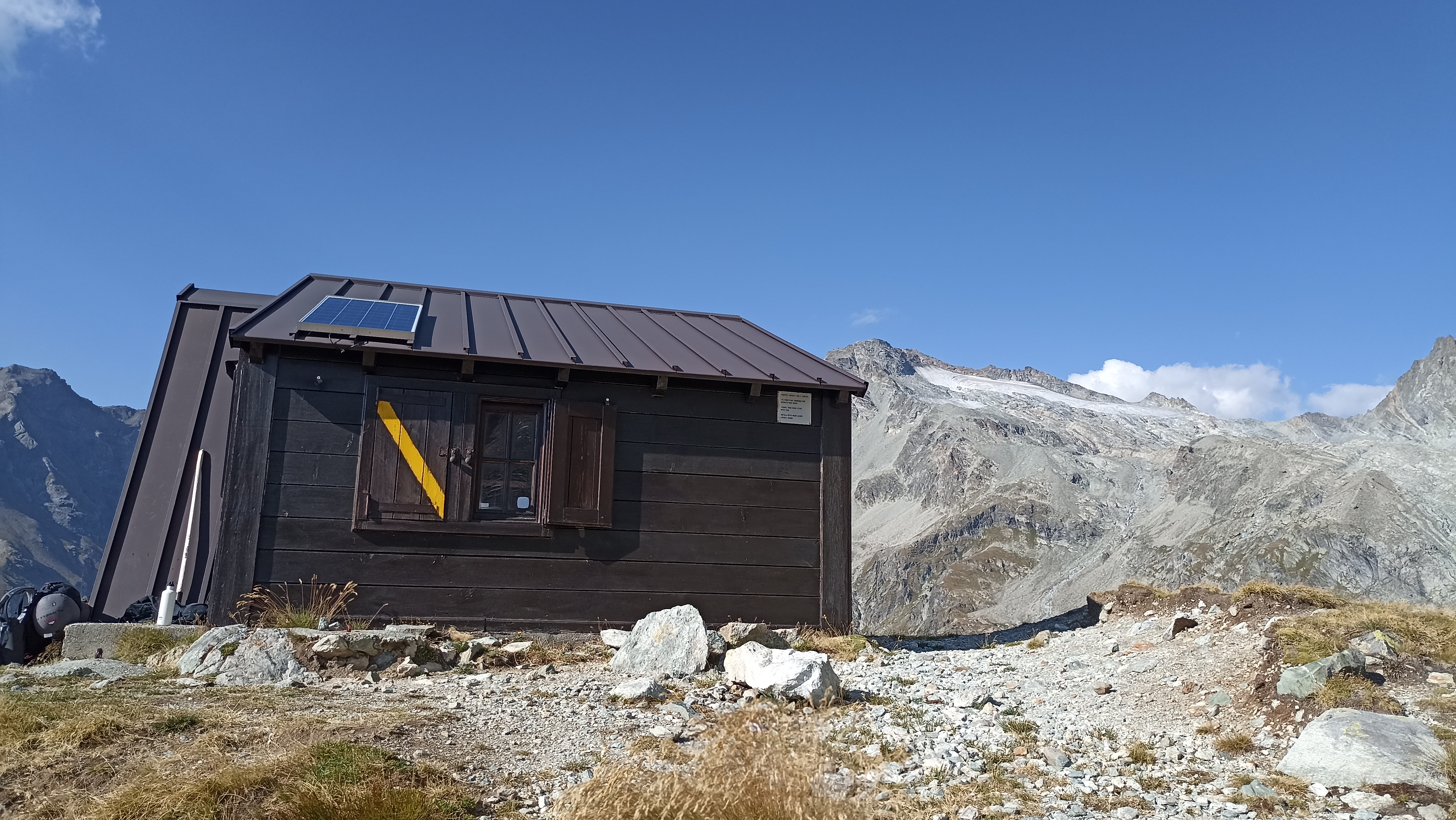
Il bivacco ed alle sue spalle il mont Gelé.

Il bivacco serve come punto di appoggio per la via normale al mont Gelé.

## Traversate
- Cabane de Chanrion - 2.462 m
- Rifugio Crête Sèche - 2.410 m